# Fête galante (Van den Ban)
Fête galante is een beeldhouwwerk van Hans van den Ban uit 1997, dat geplaatst is langs de Weesperstraat en Nieuwe Kerkstraat te Amsterdam-Centrum. De titel zou refereren aan de schilderterm, waarbij plezier het voornaamste element is. Het speelse was nodig vanwege de strakke huizen- en kantoorblokken die hier verrezen na een grondige sanering van de buurt. In eerste instantie zou hier een bomenrij komen, maar die werd uiteindelijk niet geplaatst. 
Het werk bestaat uit een viertal betonnen koekoeksklokgewichten in de vorm van een sparappels. De beelden zijn circa 7,5 meter hoog en 1,30 meter breed. Aan de bovenzijde zijn draagogen bevestigd. De kunstenaar wilde het verband tussen tijd en natuur weergeven. De ene manier verwijst naar het wegtikken van de tijd van een koekoeksklok, de andere manier op het vallen van sparrenappels in de herfst. Beide zijn tekenen van vergankelijkheid. De vier kegels zijn onderling verbonden met een metalen stang. Drie van de vier kegels zijn daarbij voorzien van zeeanemoonschtige uitstulpingen in glasfiber, die bewegen in de wind. Die uitstulpingen leverden het beeld een bijnaam op: "Denneappels met schaamhaar". 
In 1993 had Hans van den Ban een soortgelijk kunstwerk geleverd aan Gramsbergen, dan in liggende vorm met goudblokjes.

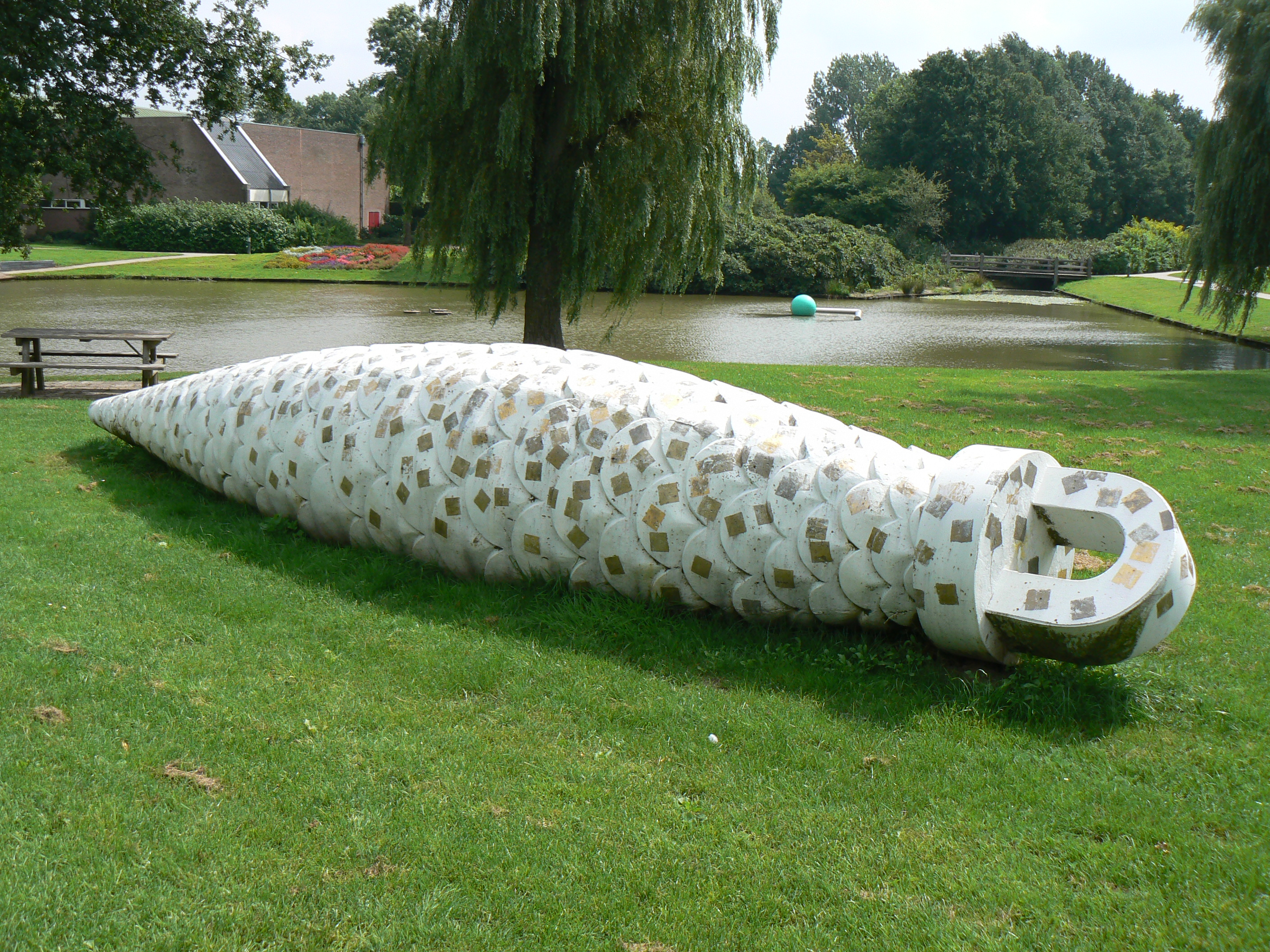
Kegel in Gramsbergen